# Baraga
Baraga  je priimek v Sloveniji, ki ga je po podatkih Statističnega urada Republike Slovenije na dan 1. januarja 2010 uporabljalo 190 oseb in je med vsemi priimki po pogostosti uporabe uvrščen na 2.276. mesto.

## Znani nosilci priimka
- Ana Baraga (* 1988), ilustratorka, oblikovalka in pesnica
- Andrej Baraga (* 1939), zdravnik travmatolog
- Andrej Baraga (1965–2022), pravnik (sodnik, tožilec, odvetnik)
- Antonija Hőffern (r. Baraga) (1803–1871), učiteljica, prva slovenska izseljenka v ZDA
- France Baraga (* 1942), arhivist in prevajalec
- Friderik Baraga (1797–1868), misijonar v Severni Ameriki, jezikoslovec in škof
- Ksenija Baraga (* 1960), akademska slikarka in unikatna tekstilna oblikovalka
- Ludvig Baraga (1893–1930), igralec
- Martin Bricelj Baraga (* 1977), intermedijski umetnik
- Rafael Baraga (1931–2021), gospodarstvenik, častni občan Postojne
- Srečko Baraga (1901–1977), učitelj in kulturni delavec
- Viktor Baraga, častni konzul Avstralije v Sloveniji
- Živa Baraga Moškon (* 1931), arhitektka in industrijska oblikovalka